# AP233
AP233 ist ein Standard für den Austausch von Systems-Engineering-Daten. Er ist Teil von ISO 10303.
AP233 bietet ein neutrales, computerlesbares Datenformat für den Systems Engineering Datenaustausch zwischen Werkzeugen für Produktdatenmanagement, Computergestützte Entwicklung (CAE oder CAx), Computer Aided System Engineering (CASyE) und computer-aided software engineering (CASE).
Gegenwärtig wird das Applikationsprotokoll nur für den sequentiellen Datenaustausch zwischen den Werkzeugen genutzt. Auf Basis von AP233 ist es möglich, Systems-Engineering-Daten in einem standardisierten und computerlesbaren Format zu generieren. Diese Daten können nun in andere Werkzeuge importiert werden, unabhängig vom Werkzeug und Hersteller. Der Datenaustausch erfolgt auf Basis von E-Mail, FTP, Standard Data Access Interface (SDAI), XML usw.
AP233 (Application Protocol 233) in ISO 10303 umfasst die Beschreibung der Informationen, die für den Systems-Engineering-Prozess benötigt werden. Der Funktionsumfang wurde unter anderem durch EIA/IS-632 vorgegeben. AP233 wurde von 1996 bis 2001 entwickelt und von der EU finanziert.
Das Projekt SEDRES (Systems Engineering Data Representation and Exchange Standard) wird in der ISO-Arbeitsgruppe ISO/TC-184/SC4/WG3 2 (siehe Weblink) weitergeführt, mit dem Ziel einer konsequenten Modularisierung von AP233. Außerdem wird das Ziel verfolgt, AP233 im Rahmen des Systems-Engineering-Konzeptes zu erweitern, z. B. durch Funktionen des Risiko-Managements.
Das SEDRES-AP233-Datenmodell unterstützt die folgenden Konzepte:
- System- und Subsystemsichten einschließlich Hierarchien
- Anforderungen: text- und modellbasierte Anforderungsnachverfolgung
- Systemverhalten und funktionale Architekturen
- Funktionale Zerlegungen, Interface & Zuordnungen
- Funktionale & Datenflüsse; Verhaltensmodelle; Zustandsautomaten
- System-, funktionale, physikalische Architektur und Überwachung der Interfaces
- Komponentenzerlegung, Interfaces und Allokationen
- Teilebibliotheken und Produktlinien
- Systemwerte, Klassifikationen und Datendefinitionen
- Systems-Engineering-Daten-Management
- Modell-Layout- und Darstellungs-Informationen

In einer aktualisierten Version von AP233, das aus Modulen aufgebaut ist, werden unter anderem noch zusätzlich folgende Aspekte unterstützt:
- PDM-Aspekte
- Lebenszyklusaspekte
- Risikoanalyse

Mit AP233 ist es möglich, schneller und günstiger Gateways zwischen den Werkzeugen zu entwickeln. Ein Standard ist essentiell, um die Qualität für den Informationsaustausch im Systems-Engineering-Bereich zu erleichtern und zu vereinfachen. Der Lebenszyklus für Systems-Engineering-Projekte beträgt sehr oft von der Anforderungserstellung bis zur Ausmusterung über 50 Jahre. Dies ist z. B. viel länger als das heutige Alter von CASE-Werkzeugen. Wegen der Produkthaftung ist es auch notwendig, ein werkzeugunabhängiges Datenformat zur Verfügung zu haben, damit die Daten nach 100 Jahren noch interpretiert werden können. Eine Langzeitarchivierung der Daten wird durch AP233 möglich.
Der Standard SysML greift für den Produktdatenaustausch auf AP233 zurück.